# Behbahán
Behbahán (perzsa nyelven بهبهان) város Huzesztán tartományban, Dél-Iránban.

## Leírása
A város Arradzsán városa helyén alakult ki a 14. században, amelynek romjai Behbahántól északra fekszenek.
Lakói többnyire lur és perzsa nyelven beszélnek, és helyi, húzi eredetű szavakat is használnak.
A környéken a maximális hőmérséklet kb. 50 °C, a minimális hőmérséklet 0 °C.